# Insula Macquarie

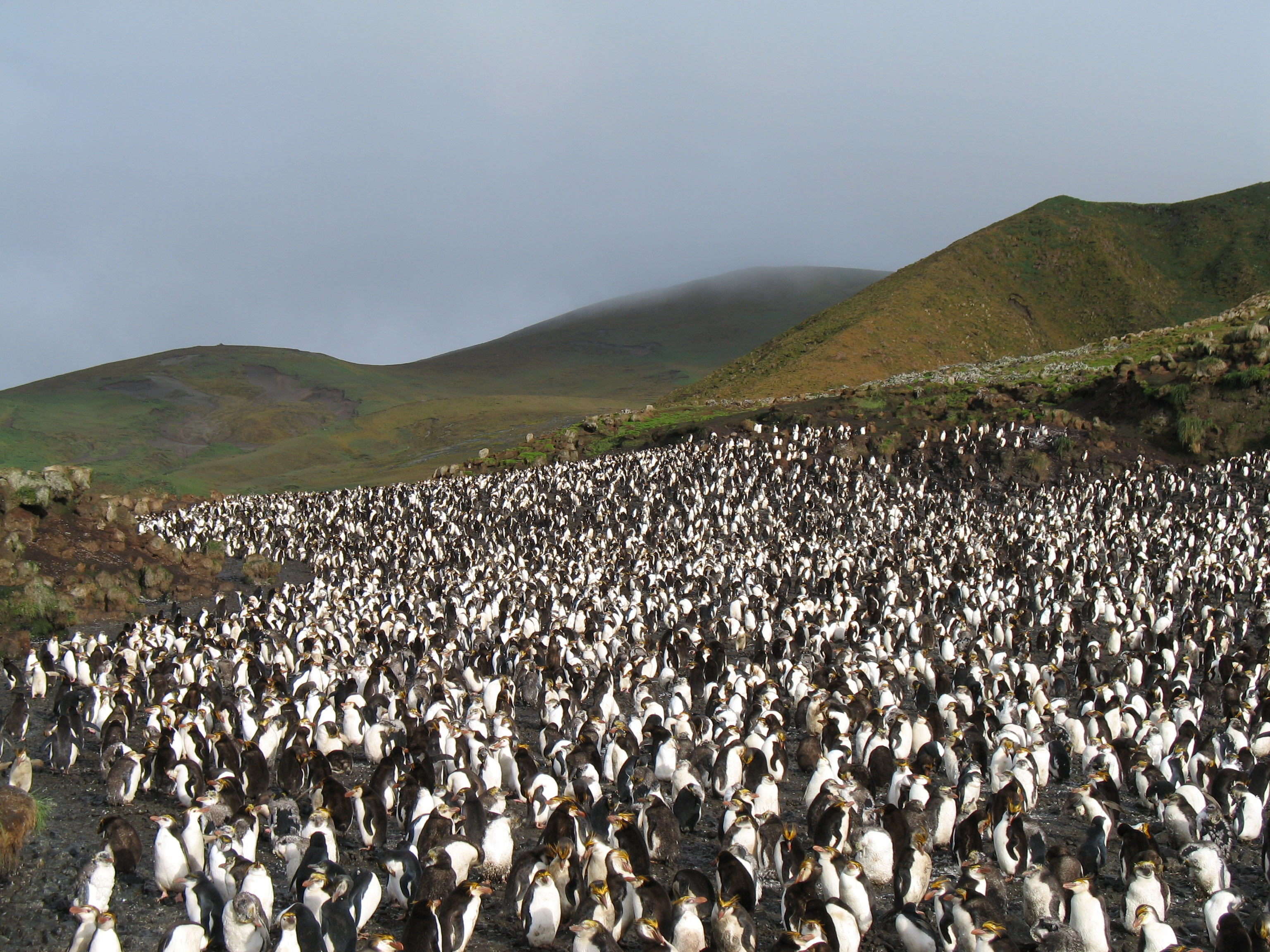
Pinguini în Insula Macquarie

Insula Macquarie este o insulă nelocuită australiană în Oceanul Antarctic la jumătatea drumului între Australia și Antarctica. Politic face parte din statul australian de Tasmania.
A fost declarată Patrimoniu al Umanității de către UNESCO în anul 1997, și cuprinde o arie protejată de 12.785 ha.
Insula este situată în 54°37' E, 158°51' S,este punctul cel mai sudic al Australiei.
Insula are o lungime de aproximativ 34 km și o lățime de 5km, cu o arie de 128 km²